# Arthur Elwell Fisher
Arthur Elwell Fisher   (1848 - 1913 ↔ 1968) va ser un compositor, organista, violista, violinista i educador musical anglès que va ser principalment actiu a Amèrica del Nord.
La seva producció compositiva inclou Trio de corda en sol, Opus 54, una rapsòdia per a violí i orquestra, una cantata d'acció de gràcies, diverses obres per a piano sol i violí solista, obres corals i aproximadament 100 cançons. Les seves obres van ser publicades al Canadà per I. Suckling & Sons i A. & S. Nordheimer Co., a Anglaterra per Ashdown, Curwen Press i Novello, i als Estats Units per Century, Oliver Ditson i Companyia, G. Schirmer, i Summy-Birchard Music.

## Adolescència i educació
Fisher va néixer a Anglaterra. Va estudiar violí al Conservatori de París i amb Henry Holmes (1839–1905) a Londres.

## Carrera
Fisher va treballar com a organista de l'església a Liverpool durant la dècada de 1870. El 1879 va emigrar al Canadà i va assumir el càrrec d'organista a l'església de Sant Jordi a Mont-real, mentre, donava classes d'orgue en privat. Va marxar d'allà el 1882 per cursar estudis al "Trinity College" de Toronto, on va obtenir una llicenciatura en música el 1887. També va obtenir diplomes associats del "Trinity College of Music" i del "Royal College of Organists" el 1889 a través d'examinadors visitants d'aquestes escoles al Canadà. En aquest moment ja havia compost i publicat una sèrie de peces de música vocal.

Fisher es va incorporar a la facultat de música del Conservatori Superior de Música de Toronto (TCM) el 1887, on va impartir cursos de piano, violí, veu i teoria. També va impartir cursos similars al "Toronto College of Music", va ocupar diversos càrrecs d'organista d'església a Toronto, va fundar la St Cecilia Choral Society de Toronto i va actuar activament com a violista al Toronto String Quartette de la TCM. El 1887 va ser nomenat primer examinador itinerant del TCM; organitzant exàmens locals a Ontario i a l'oest del Canadà. Del 1887 al 1890 va col·laborar amb nombroses editorials i composicions musicals al Musical Journal. Entre els seus destacats alumnes hi havia W. H. Hewlett. El crític musical Hector Charlesworth va descriure a Fisher com 
| « | <un home d'aprenentatge profund, encara que molt a l'ombra de la catedral, com la majoria dels músics anglesos dels anys vuitanta.> | » |

La cantata de Fisher per a cor i piano femení, The Wreck of the Hesperus, es va estrenar el 1893 i l'any següent va ser recuperada per a la interpretació d'un cor i orquestra mixta per al festival inaugural de Massey Hall.
El 1893, Fisher va renunciar al seu càrrec al TCM a causa de conflictes relacionats amb els termes del seu contracte amb l'escola. Va ser nomenat examinador musical a la Universitat de Toronto el 1896 i aquest mateix any va ser nomenat director musical del "Kingston Ladies College". En algun moment de la primera dècada del segle XX es va incorporar a la facultat del Chicago Musical College, on va ensenyar activament fins al 1912. Després d'això, es desconeix el seu parador i les seves activitats, encara que els estudiosos creuen que probablement va romandre als Estats Units fins a la seva mort.